# Решинарі
Решинарі (рум. Rășinari) — село у повіті Сібіу в Румунії. Адміністративний центр комуни Решинарі.
Село розташоване на відстані 212 км на північний захід від Бухареста, 10 км на південний захід від Сібіу, 124 км на південь від Клуж-Напоки, 119 км на захід від Брашова.

## Населення
За даними перепису населення 2002 року у селі проживали 5286 осіб. Рідною мовою 5281 особа (99,9%) назвала румунську.
Національний склад населення села:
| Національність | Кількість осіб | Відсоток |
| -------------- | -------------- | -------- |
| румуни         | 5237           | 99,1%    |
| цигани         | 41             | 0,8%     |